# دیویدسون، نیوساوت ولز
دیویدسون (به انگلیسی: Davidson) یک حومه شهر در استرالیا است که در نیو ساوت ولز واقع شده‌است.